# Knabbel en Babbel
Knabbel en Babbel zijn twee tekenfilm- en stripfiguren van Walt Disney. Het zijn wangzakeekhoorns. Hun oorspronkelijke Engelse namen zijn Chip 'n' Dale, een woordspeling op de achternaam van de beroemde Engelse meubelmaker Thomas Chippendale, "chip" (Engels voor houtsplinter of -krul) en "chipmunks", de soortnaam in het Engels.
De twee zijn vooral bekend van een reeks korte filmpjes en stripverhalen, onder andere in het tijdschrift Donald Duck. Ze zijn minder antropomorf dan andere Disneyfiguren: net als echte eekhoorns wonen ze in een boom, eten ze noten en dragen ze geen kleren, terwijl figuren als Donald Duck en Mickey Mouse zich niet als eenden en muizen gedragen.

## Hoofdpersonages
De eekhoorns zijn vanouds van elkaar te onderscheiden. Babbel, een praatzieke losbol, heeft een kuif, een rode neus en uit elkaar staande knaagtanden. Knabbel, de ijverigste en slimste van de twee, heeft een zwarte neus en zijn knaagtanden staan in het midden.
In latere uitgaven van de strip heeft hun vacht ook nog een kleurverschil: Babbel is lichter van kleur dan Knabbel. In de vroegere uitgaven van Donald Duck werden de twee personages nogal eens met elkaar verwisseld.
Het voedsel dat Knabbel en Babbel eten en hamsteren bestaat uit eikels, pinda's en allerlei noten.

## Rol in filmpjes en strips
De twee eekhoorns maakten hun debuut in het filmpje Private Pluto uit april 1943. Ze werden pas voor het eerst bij naam genoemd in het filmpje Chip an' Dale uit 1947.
Er zijn zowel losse filmpjes van Knabbel en Babbel als filmpjes waarin ze met andere Disneyfiguren te zien zijn. Het personage waarmee ze het vaakst optreden in een filmpje is de opvliegende Donald Duck, die het dan telkens met de twee aan de stok krijgt; soms vanwege hun eigen gedrag (bijvoorbeeld als ze iets van hem proberen te stelen), maar vaak ook door Donalds al dan niet opzettelijk toedoen (zoals wanneer hij een boom omhakt, waar de twee eekhoorns toevallig in wonen of hamsteren).
De strips volgen doorgaans een soortgelijke verhaallijn. De eerste strip van Knabbel en Babbel verscheen in 1946. Hierin moeten ze geregeld opboksen tegen de veel sterkere Eduard Eekhoorn. In 1955 kregen ze in de VS een eigen tijdschrift.
In 1989 kregen de twee hun eigen tekenfilmserie, Knabbel en Babbel Rescue Rangers. Hierin hebben de twee personages echter een grote verandering ondergaan. Zo dragen ze opeens kleren, spreken in verstaanbare taal en spelen soms de rol van detectives. Deze televisieserie werd een van de populairste uit de stal van Disney, die dan ook in strips werd nagevolgd.
In 2022 werd de film Chip 'n Dale: Rescue Rangers uitgebracht op de streamingdienst Disney+ die gebaseerd is op de originele animatieserie. De film is een combinatie van animatie en live-action, waarbij de stemmen van Knabbel en Babbel werden ingesproken door John Mulaney en Andy Samberg.

### Filmografie van Knabbel en Babbel
- Private Pluto (Pluto, 1943)
- Squatter's Rights (Mickey Mouse, 1946)
- Chip an' Dale (Donald Duck, 1947)
- Three for Breakfast (Donald Duck, 1948)
- Winter Storage (Donald Duck, 1949)
- All in a Nutshell (Donald Duck, 1949)
- Toy Tinkers (Donald Duck, 1949)
- Crazy Over Daisy (Donald Duck, 1950)
- Trailer Horn (Donald Duck, 1950)
- Food for Feudin' (Pluto, 1950)
- Out on a Limb (Donald Duck, 1950)
- Chicken in the Rough (Knabbel en Babbel, 1951)
- Corn Chips (Donald Duck, 1951)
- Test Pilot Donald (Donald Duck, 1951)
- Out of Scale (Donald Duck, 1951)
- Donald Applecore (Donald Duck, 1952)
- Two Chips and a Miss (Knabbel en Babbel, 1952)
- Pluto's Christmas Tree (Mickey Mouse, 1952)
- Working for Peanuts (Donald Duck, 1953)
- The Lone Chipmunks (Knabbel en Babbel, 1954)
- Dragon Around (Donald Duck, 1954)
- Up a Tree (Donald Duck, 1955)
- Chips Ahoy (Donald Duck, 1956)
- Chip 'n Dale: Rescue Rangers (Serie, 1989)
- Chip 'n Dale: Rescue Rangers (lange animatiefilm, 2022)

## Stemmen

### Originele stemmen
De eerste stemmen van Knabbel en Babbel werden ingesproken door James MacDonald en Judith Searle. Voor de animatieserie Rescue Rangers kregen Knabbel en Babbel verstaanbare stemmen waarbij Tress MacNeille de stem van Knabbel (Chip) insprak en Corey Burton de stem van Babbel (Dale). Deze stemacteurs doen tot op heden de stemmen van Knabbel en Babbel die onder andere te horen zijn in: Chip 'n Dale: Rescue Rangers, House of Mouse, Kingdom Hearts, Mickey Mouse Clubhouse, de Mickey Mouse animatieserie uit 2013 en Mickey and the Roadster Racers.
In de animatieserie DuckTales werden Knabbel en Babbel ingesproken door Corey Burton, April Winchell en Jeff Bennett. In 2021 werd de animatieserie Chip 'n' Dale: Park Life uitgebracht met Matthew Géczy en Kaycie Chase als Knabbel en Babbel. Voor de live-action film Chip 'n Dale: Rescue Rangers werden "normale" stemmen gebruikt, die werden ingesproken door John Mulaney en Andy Samberg met Mason Blomberg en Juliet Donenfeld als een jongere Knabbel en Babbel.

### Nederlandse stemmen
De Nederlandse stemmen van Knabbel en Babbel voor Knabbel en Babbel Rescue Rangers werden ingesproken door Arnold Gelderman en Olaf Wijnants. Hierna nam Wijnants beide stemmen over voor latere films en televisieseries. De Nederlandse stemmen van Knabbel en Babbel voor Chip 'n Dale: Rescue Rangers werden ingesproken door Jip Bartels en Joey Schalker.